# 우쑹강

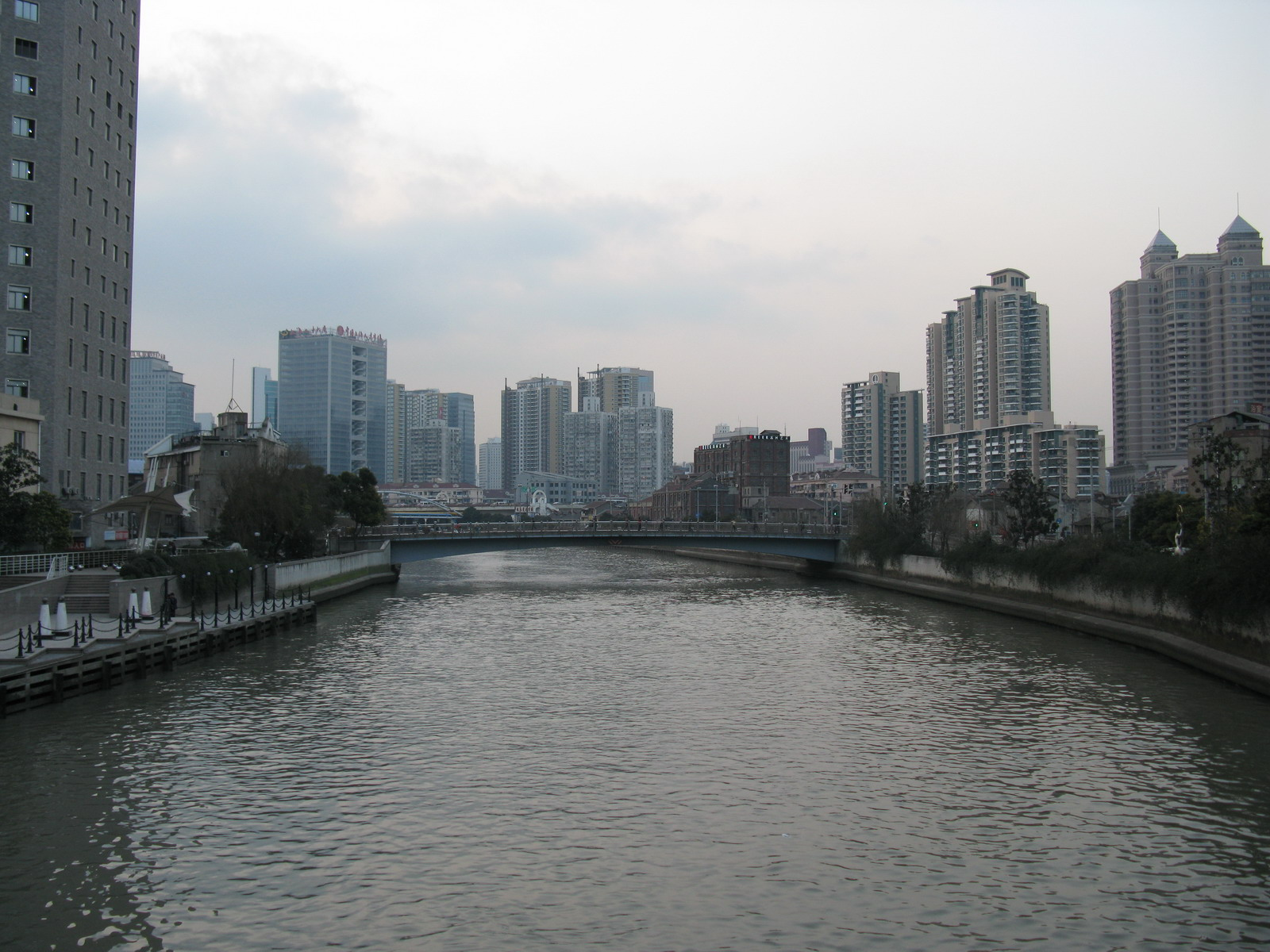
우전루 교(烏鎮路橋)에서 본 우쑹강. 강의 좌안이 황푸구, 우안이 자베이구

우쑹강(呉淞江) 또는 쑤저우허(蘇州河)는 황푸강의 주요한 지류이다. 타이호에서 발원해 상하이 시가지의 와이탄 북단에 있는 와이바이 도교(外白渡橋)의 근처에서 황푸강에 합류한다. 전체 길이 125km, 상하이 시내를 흐르는 거리는 54km이다.
명대까지는 타이호에서 바다로 나오는 가장 큰 하천이며, 당시의 강남 최대의 도시였던 쑤저우와 연관되어 쑤저우허로 불렸다. 그러나 토사의 퇴적으로 강바닥이 얕아져 통행에 지장을 초래했기 때문에 명대 초기에 호부상서 하원길에 의해 타이호 주변의 하천에 공사를 했고 그 결과 우쑹강의 지류였던 황푸강이 우쑹강으로부터 주류의 자리를 빼앗았다(황포탈송 黄浦奪淞). 우쑹강은 오랜 세월에 걸쳐 샹하이와 주변을 연결하는 중요한 수상 교통로이기도 했다.